# Brody
Brody (ukrainska: Броди uttal (fil); polska: Brody, jiddisch: בראָד Brod) är en stad i Lviv oblast i västra Ukraina. En bosättning i Brody omtalas för första gången i ett dokument år 1084, men tros ha förstörts av hunnerna 1241. Brody hade 23 919 invånare år 2010.

## Historia
Den nuvarande staden grundades 1584 av Stanisław Żółkiewski under namnet Lubicz. 1770–1880 var staden fri handelsstad. Vid Polens självständighet 1921 blev staden polsk, men erövrades 1939 av Sovjetunionen.